# Hedvig Lindahl
Hedvig Lindahl (Katrineholm, 29 de abril de 1983) é uma futebolista sueca que atua como guarda-redes  (goleira no Brasil). 
Jogou por vários clubes, entre os quais o Chelsea FC, o VFL Wolfsburg e o Atlético de Madrid (2020).

Alinhou pela seleção sueca de futebol feminino desde 1999.

## Carreira
Karolina Westberg fez parte do elenco da Seleção Sueca de Futebol Feminino, nas Olimpíadas de 2004, 2008 e 2012. 

## Títulos
- Copa da Suécia de Futebol Feminino (2013/2014)
- Jogos Olímpicos de 2016 – Futebol feminino[4]
- Algarve Cup  (2018)